# N-(1-Naftyl)ethylendiamin
N-(1-Naftyl)ethylendiamin je organická sloučenina, patřící mezi Griessova činidla, s využitím v kvantitativní anorganické analýze dusičnanů, dusitanů a sulfonamidů.

## Příprava
Tato sloučenina se dá připravit reakcí 1-naftylaminu s 2-chlorethanaminem. Je dostupná jako dihydrochlorid.

## Vlastnosti
N-(1-Naftyl)ethylendiamin vstupuje do většiny reakcí obvyklých u naftylaminů a primárních aminů, jako je například diazotace. Podobně jako ethylendiamin může sloužit jako bidentátní ligand, který tvoří komplexy; patří ovšem mezi slabší ligandy, protože atom dusíku v naftylaminové skupině má jen slabé koordinační účinky vzhledem k rozložení náboje u rezonančních struktur. Ve vodném roztoku reaguje s tetrachloroplatnatanem draselným za vzniku chloridu (N-1-naftyl-ethylendiamin)-dichlorplatnatého.

## Použití
Dihydrochlorid N-(1-naftyl)ethylendiaminu se používá ke kolorimetrickému kvantitativnímu stanovení dusičnanů a dusitanů ve vodných roztocích. Za přítomnosti dusitanů snadno vstupuje do azokopulačních reakcí, kterými se vytváří silně zbarvená azosloučenina. Vzorek obsahující dusitany se nejprve zneutralizuje, poté se přidá zředěná kyselina chlorovodíková za teploty 0 až 5 °C, čímž vznikne kyselina dusitá. Následně se přidá nadbytečné, ovšem přesně známé, množství roztoku sulfanilamidu a dihydrochloridu N-(1-naftyl)ethylendiaminu. Reakcí s kyselinou dusičnou se kvantitativně vytvoří azosloučenina:
Azosloučenina způsobuje červené zabarvení roztoku, jehož intenzitu lze změřit kolorimetrem a srovnáním s kalibrační křivkou určit koncentraci dusitanových iontů.
Při stanovování dusičnanů vzorek nejprve projde Cu-Cd sloupcem, kde se dusičnanové ionty zredukují na dusitanové, a následně se použije výše uvedený postup; je však třeba započítat obsah dusitanů v původním vzorku.[zdroj?]
Tímto způsobem lze například stanovit dusičnany a dusitany v odpadních vodách nebo mezibuněčné tekutině, za předpokladu, že je vzorek čirý a bezbarvý.
Obdobně se stanovují koncentrace sulfonamidů v krvi.